# Gipsy Vagabonds
Gipsy Vagabonds ist eine deutsche Flamenco-Gruppe, die in den 1990er-Jahren durch Auftritte im Fernsehen Popularität erlangte, besonders mehrmalige in der ZDF-Fernsehsendung Musik liegt in der Luft. Sie wurde von Leslie Mandoki produziert. 1999 war sie neben den anderen deutschsprachigen Musikern Jasmin Wagner, Michael Schanze, Milva und Roger Whittaker Darsteller ihrer selbst im Fernsehfilm Frohes Fest allerseits!, den man am 19. Dezember ausstrahlte.

## Diskografie
Studioalben
- 1991: Gipsy Vagabonds – Vol. 1 (Ariola)
- 1992: Olé (Ariola)
- 1998: Musica Antidepressiva (BMG)
- 2023: Viva (BMG)

In diesen bislang vier Alben spielten die Gipsy Vagabonds laut den offiziellecharts.de insgesamt 42 Titel ein.